# 2018年平昌オリンピックのインド選手団
2018年平昌オリンピックのインド選手団は、2018年2月9日から25日まで大韓民国江原道平昌で開催された2018年平昌オリンピックのインド選手団の名簿。

## 選手団
- 人員: 選手 2人
- 開会式旗手: シヴァ・ケシャバン

## 種目別選手・スタッフ名簿及び成績

### クロスカントリースキー
- ジャグディーシュ・スィン（男子15kmフリー）43:00.3、103位

### リュージュ
- シヴァ・ケシャバン（男子1人乗り）3:07.102、34位